# Castroreale

Localització de Castroreale

Castroreale (sicilià Castruriali) és un municipi italià, dins de la ciutat metropolitana de Messina. L'any 2007 tenia 2.752 habitants. Limita amb els municipis d'Antillo, Barcellona Pozzo di Gotto, Casalvecchio Siculo, Rodì Milici, Santa Lucia del Mela i Terme Vigliatore.

## Administració
| Període | Identitat      | Partit        |
| ------- | -------------- | ------------- |
| 2007-   | Salvatore Leto | Llista cívica |